# Ібшавей
Ібшавей (Абшвай) — місто та центр району в губернаторстві Ель-Фаюм в Єгипті. Знаходиться в центральній частині губернаторства, за 20 км на захід від центру губернаторства, міста Фаюм. Населення нараховує 54 853 осіб (2006 рік) . 

## Клімат
Місто знаходиться у зоні, котра характеризується кліматом тропічних пустель. Найтепліший місяць — липень із середньою температурою 28.9 °C (84 °F). Найхолодніший місяць — січень, із середньою температурою 13 °С (55.4 °F).
| Клімат Ібшавея          | Клімат Ібшавея | Клімат Ібшавея | Клімат Ібшавея | Клімат Ібшавея | Клімат Ібшавея | Клімат Ібшавея | Клімат Ібшавея | Клімат Ібшавея | Клімат Ібшавея | Клімат Ібшавея | Клімат Ібшавея | Клімат Ібшавея | Клімат Ібшавея |
| Показник                | Січ.           | Лют.           | Бер.           | Квіт.          | Трав.          | Черв.          | Лип.           | Серп.          | Вер.           | Жовт.          | Лист.          | Груд.          | Рік            |
| Середня температура, °C | 13             | 14,5           | 17,4           | 21,9           | 25,4           | 28,2           | 28,9           | 28,7           | 26,9           | 23,9           | 18,8           | 14,5           | 21,8           |
| Норма опадів, мм        | 2.1            | 1.6            | 1.4            | 0.6            | 0              | 0              | 0              | 0              | 0              | 0              | 1.6            | 2              | 9.3            |
| Днів з опадами          | 2,7            | 2,2            | 1,5            | 0,5            | 0,2            | 0              | 0              | 0              | 0              | 0,4            | 0,8            | 2              | 10,3           |
| Вологість повітря, %    | 61.7           | 55.8           | 52             | 43.5           | 40.7           | 43.3           | 50             | 54.3           | 54.8           | 56.1           | 60.1           | 63.3           | 53             |
| ----------------------- | -------------- | -------------- | -------------- | -------------- | -------------- | -------------- | -------------- | -------------- | -------------- | -------------- | -------------- | -------------- | -------------- |
| Джерело: Weatherbase    |                |                |                |                |                |                |                |                |                |                |                |                |                |

## Економіка
Район включає 8 населених пунктів. У районі активно займаються вирощуванням сільськогосподарських культур: кмину, цибулі, хни, розмарину та ін. 